# Philip J. Davis
Philip J. Davis (Lawrence, 2 gennaio 1923 – 13 marzo 2018) è stato un matematico statunitense.
È noto principalmente per lavori sull'analisi numerica e la teoria dell'approssimazione. 

## Biografia
Si è occupato anche di storia della matematica e di filosofia della matematica. 
Laureato alla Università di Harvard, dal 1963 è stato Professor Emeritus nel dipartimento di matematica applicata della Brown University.
Ha ricevuto diversi premi per i suoi scritti di matematica, tra cui il Premio Chauvenet per un articolo sulla funzione gamma (1963) e il National Book Award in Science per il libro The Mathematical Experience, scritto assieme a Reuben Hersh (1981).

## Opere
Tra le sue numerose opere:
- The Lore of Large Numbers (1961)[1]
- Interpolation and Approximation (1963)
- Methods of Numerical Integration, con Philip Rabinowitz (1975)
- The Mathematical Experience, con Reuben Hersch (1981)[2]
- The Thread: A Mathematical Yarn (1983)
- Descartes' Dream: The World according to Mathematics (1986)
- No Way: The Nature of the Impossible, con David A. Park (1987)
- Spirals: From Theodorus to Chaos (1993)
- Mathematical Encounters of the Second Kind (1997)
- The Education of a Mathematician, una sua autobiografia (2000)
- Mathematics and Common Sense: A Case of Creative Tension (2006)